# Bukit Karanginong
Bukit Karanginong är en kulle i Indonesien.   Den ligger i provinsen Aceh, i den västra delen av landet, 1 600 km nordväst om huvudstaden Jakarta. Toppen på Bukit Karanginong är 40 meter över havet.
Terrängen runt Bukit Karanginong är platt.Runt Bukit Karanginong är det ganska glesbefolkat, med 47 invånare per kvadratkilometer. Trakten runt Bukit Karanginong består till största delen av jordbruksmark.